# Painit
Painit je velmi vzácný minerál ze skupiny borátů. Byl objeven a popsán v roce 1950 v Myanmaru britským mineralogem a obchodníkem s drahokamy Arthur C. D. Painem. Poté, co byl potvrzen jako nový druh, byl pojmenován po něm. Painit obsahuje vápník, zirkon, bór, hliník a kyslík. Obsahuje i stopové množství chromu a vanadu. Má oranžovo-červenou až hnědavě-červenou barvu, podobně jako topaz, kvůli stopovému množství železa. Jeho krystaly jsou v přirozeném šestiúhelníkovém tvaru.

## Vznik
Vznik tohoto minerálu momentálně není zcela objasněn, jelikož byl zatím nalezen pouze na štěrkových rozsypech bohatých na bór a zirkon s dalšími doprovodnými drahokamy podobného složení.

## Výskyt
Mnoho let byly známy pouze tři malé krystaly, ovšem časem tento počet narostl na 25 vzorků. V poslední době byly vzorky painitu nalezeny na novém místě v severní Barmě. Předpokládá se, že další výzkumy v této oblasti přinesou další nové krystaly. Rozsáhlý průzkum v oblasti Mogok určil několik nových míst s výskytem painitu, které byly důsledně prozkoumány a vyústily v několik nových vzorků. Původně bylo několik známých vzorků v soukromém vlastnictví. Zbytek kamenů byl rozdělen mezi British Museum of Natural History, Gemological Institute of America, California Institute of Technology a GRS Gem Research Laboratory v Lucernu, Švýcarsko.

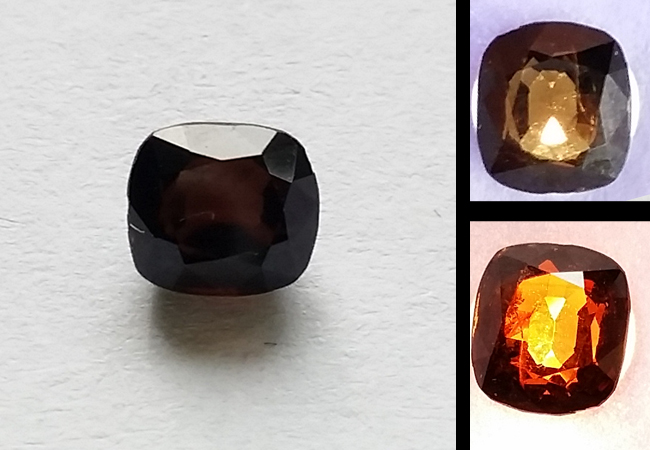
drahokamový výbrus painitu

## Využití
Painit se brousí jako drahý kámen a je extrémně vzácný. Od toho se také odvíjí jeho tržní cena, která se pohybuje okolo 50 000 až 60 000 dolarů za karát.